# Свято-Покровський храм (Городецьке)
Свято-Покровський храм — дерев'яна церква, пам'ятка архітектури XVIII століття місцевого значення, розташована у  селі Городецьке Уманського району Черкаської області.

## Історія
Храм закладений у 1761 році. Освячений 14 жовтня 1766 року. Був головним храмом для трьох сотень Уманського полку. Безперервно діяв до початку 1960-х років — до його закриття радянською владою. Після закриття церкву використовували як зерносховище. Після руйнування глиняного приміщення в результаті негоди, сільський клуб було перенесено до церкви.
У 1990 році клуб з приміщення церкви виселили, церкву освячено, однак за призначенням храм не використовувався до 1996 року, коли настоятелем призначено отця Миколая Дрозда. У 1998 році відновлено комплекс куполів та хрестів на церкві. Плоску стелю під головним куполом, яка була встановлена у роки функціонування там сільського клубу, демонтовано та відновлено напівсферичну основу. Відновлено іконостас.
26 грудня 1999 року храм освячений патріархом Київським і всієї Руси-України Філаретом.
У 2001 році отця Миколая Дрозда переведено до Житомира. Протягом певного часу настоятелі храму часто змінювалися. У 2003 році настоятелем храму став Микола Соловей.
Влітку 2012 року при церкві відкрили недільну школу.
12 жовтня 2016 року з візитом із нагоди її 250-річчя церкву відвідав патріарх Філарет (Денисенко).